# Wives and Daughters
Wives and Daughters – powieść Elizabeth Gaskell, początkowo publikowana w częściach w czasopiśmie Cornhill Magazine od sierpnia 1864 do stycznia 1866. Gdy Gaskell zmarła nagle w 1865, powieść nie była całkowicie ukończona i zakończenie dopisał Frederick Greenwood. Historia, której akcja dzieje się w latach 30. XIX wieku na angielskiej prowincji, obraca się wokół Molly Gibson, jedynej córki owdowiałego lekarza.

## Treść
Matka Molly zmarła wiele lat wcześniej, a dziewczynka została wychowana przez ojca i służących. Na początku powieści Molly jedzie z wizytą do Hamleyów z Hamley Hall, arystokratycznej rodziny, której korzenie sięgają średniowiecza, jednak która nie jest już tak bogata jak niegdyś. W pani Hamley Molly znajduje niemalże zastępczą matkę, zaprzyjaźnia się również z młodszym synem Hamleyów, Rogerem. Molly jest świadoma tego, że jako córka lekarza, nie jest odpowiednią partią dla żadnego z synów Hamleyów.
W tym czasie ojciec Molly decyduje ponownie się ożenić, przede wszystkim po to, by zapewnić Molly towarzyszkę i osobę, która będzie mogła udzielać matczynych rad. Zwykle posłuszna Molly nie potrafi jednak porozumieć się z macochą, za to zaprzyjaźnia się z Cynthią, przyrodnią siostrą i rówieśniczką. Dziewczęta są skrajnie różne od siebie - Cynthia jest o wiele bardziej światowa i buntownicza od naiwnej i niezgrabnej Molly. Cynthia pobierała edukację we Francji i stopniowo staje się widoczne, że jej przeszłość kryje jakąś tajemnicę.
Pani Gibson nieskutecznie stara się zaaranżować małżeństwo Cynthii z Osbornem Hamleyem, dziedzicem Hamley Hall. To jednak Roger zakochuje się w Cynthii i oświadcza się jej, a ona go przyjmuje, nalegając przy tym, by ich zaręczyny pozostały w tajemnicy, póki Roger nie wróci z wyprawy do Afryki. Jednocześnie Molly zmaga się z rosnącym uczuciem do Rogera i odkrywa że Osborne, tak jak Cynthia, również ma pewną tajemnicę.
Choroba i śmierć w Hamley Hall sprawiają, że sekrety wychodzą na jaw, lecz jednocześnie inne zostają bardziej owiane tajemnicą. Molly uświadamia sobie, że równowaga jej świata została zachwiana i tylko ona może wszystko naprawić.

## Ekranizacje
W 1999 BBC nakręciło miniserial w czterech odcinkach, do którego scenariusz napisał Andrew Davies. W produkcji zagrały takie talenty, jak: Justine Waddell, Bill Paterson, Francesca Annis, Keeley Hawes, Rosamund Pike, Tom Hollander, Anthony Howell, Michael Gambon, Penelope Wilton, Barbara Flynn, Deborah Findlay, Iain Glen, Barbara Leigh-Hunt i Ian Carmichael.

## Tłumaczenia na język polski
Powieść ukazała się w 2014 w tłumaczeniu Katarzyny Kwiatkowskiej (Wyd. Świat Książki).